# 배꼽앵무조개
배꼽앵무조개는 앵무조개과에 속하는 한 종이다.

## 특징
제공(umbilicus)은 움푹하게 패여 있고 응결물질로 채워져 있지 않다. 패각상의 무늬는 연하다.

## 생태적 특징
해수 표층에서 약 500m수심의 딱딱한 저질의 대륙붕과 대륙사면에서 서식한다. 최대 패각직경 약 20cm까지 성장한다. 서부태평양, 뉴 칼레도니아와 Loyalty섬에 분포한다.